# Українська автокефальна православна церква (1989—2018)

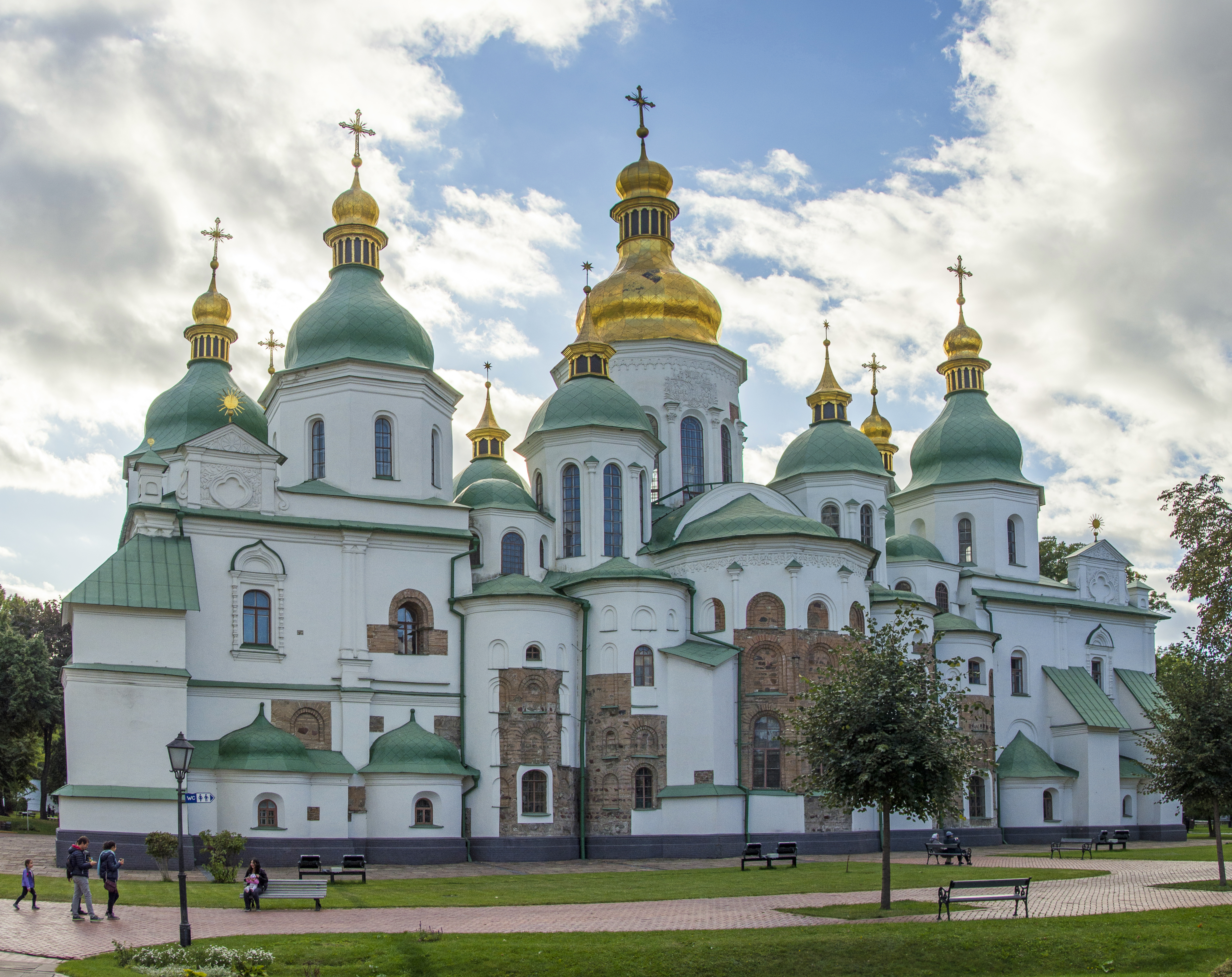
Кафедральний собор УАПЦ у 1921—30 рр.

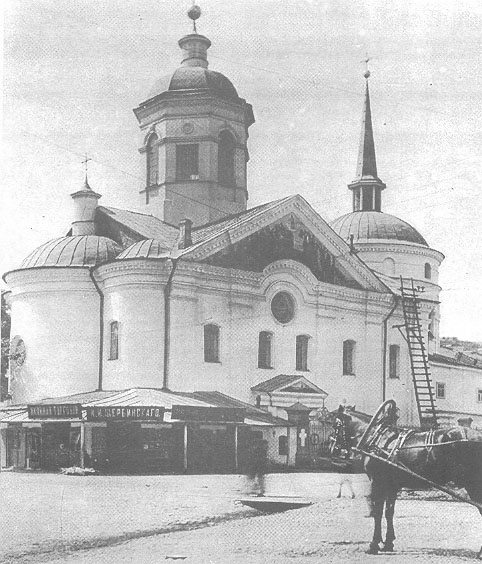
Успенський собор на Подолі, кафедральний собор УАПЦ у 1934—35 рр.

Українська автокефальна православна церква, скорочено УАПЦ — православна церква, що існувала в Україні до 2018 року. Припинила існування як окрема релігійна громада, ставши інтегрованою частиною Православної Церкви України після об'єднавчого собору українських православних церков.

## Історія

### Відродження УАПЦ
15 лютого 1989 року за підтримки проукраїнських сил у Києві почав діяти ініціативний комітет із відновлення Української Автокефальної Православної Церкви в Україні. Його основною метою було відродження УАПЦ та реєстрація громад Церкви. Після того, як 19 серпня 1989 року з юрисдикції Російської православної церкви разом зі своєю парафією вийшов протоєрей Володимир Ярема, настоятель львівського храму Петра і Павла, автокефальний рух почав набирати широких обертів. Під час богослужінь на парафіях УАПЦ було прийнято поминати тодішнього Вселенського Патріарха Димитрія.
Тривали пошуки єпископів для відновленої Церкви. 22 жовтня 1989 р. на Соборі священиків і мирян у Львові було проголошено відродження УАПЦ. Очолив відроджену Церкву позаштатний єпископ Московського Патріархату Іван (Боднарчук) (14 листопада 1989 року він був заборонений у служінні Синодом РПЦ).
На початок 1990 року в УАПЦ перейшло близько 200 галицьких парафій. Все більша кількість громад змушувала провід Церкви ухвалити рішення здійснити хіротонії нових єпископів. Оскільки залучити до цього процесу архиєреїв УАПЦ в еміграції на той час не було можливо, нового єпископа УАПЦ — Василя (Боднарчука) рукоположили Іван (Боднарчук), архієпископ Сімферопольський і Кримський РПЦ Варлаам (Ільющенко), який діяв таємно від Синоду РПЦ, та єпископ Яснополянський Істинно-Православної (Катакомбної) Церкви Вікентій (Чекалін). Як виявилось згодом, останній був самозванцем. Тому всі здійснені за його участі хіротонії були повторені в 1991 році за участі єпископа із закордонної частини УАПЦ Антонія (Щерби).
Загалом весною 1990 року відбулося ще п'ять єпископських хіротоній: Андрія Абрамчука, Данила Ковальчука, Миколая Гроха, Романа Балащука та Володимира Романюка.
«На момент утвердження автокефального устрою Української Церкви на Помісному Соборі 1990 року механізм її проголошення, по-перше, не було регламентовано священними канонами Православної Церкви, а по-друге, не було узгіднено на загальноправославному рівні. Саме тому, піклуючись про утвердження українського православ'я в нових історичних умовах, Помісний Собор 1990 року пішов шляхом самопроголошення автокефалії. Обираючи цей шлях, Українська Церква не прагнула сепарації від повноти вселенського православ'я або навіть однієї Помісної Церкви. Нашою метою було не відокремлення, а усамостійнення, не розкол чи ослаблення українського православ'я, а навпаки, церковне відродження, зокрема, збереження та утвердження структур Православної Церкви в західних та центральних регіонах, де у той час мав місце стрімкий розвиток структур Української Греко-Католицької Церкви». — Мефодій, предстоятель УАПЦ
5-6 червня 1990 року в Києві відбувся Всеукраїнський Православний Собор за участю близько 700 делегатів з усієї України, серед них було 7 єпископів i понад 200 священиків. Собор затвердив факт відновлення УАПЦ i обрав Патріархом Київським Мстислава (Скрипника). Також було прийнято Статут Церкви. Сам митрополит Мстислав на цьому Соборі був відсутнім, а своє обрання Патріархом прийняв не одразу. Місцеблюстителем патріаршого престолу в Києві став на той час вже митрополит Іван (Боднарчук). 16 вересня 1990 року митрополитом Львівським (УАПЦ) Іоанном (Боднарчуком), єпископами УАПЦ Володимиром (Романюком) і Данилом (Ковальчуком) — Антоній (Масендич) був висвячений на єпископа Рівненського і Житомирського.
2 жовтня 1990 року органи влади Української Радянської Соціалістичної Республіки офіційно зареєстрували УАПЦ. Російська православна церква розпочала кампанію по дискредитації церкви, як розкольницької, самосвятницької, і неканонічної.
28 жовтня 1990 року в соборі Святої Софії міста Києва Патріарх Московський Алексій ІІ урочисто оголосив рішення Архиєрейського собору та вручив митрополиту Філарету, главі УПЦ (бувший екзархат РПЦ), Томос (Грамоту) про «самостійність і незалежність» в управлінні.
Демократизація політичного життя в Україні сприяла тому, що восени 1990 року митрополит УАПЦ Мстислав (Скрипник) отримав змогу відвідати Україну. 18 листопада 1990 року в соборі Святої Софії в Києві відбулася інтронізація його на Патріарха Київського i всієї України. В Україні Патріарх Мстислав разом з єпископом Вашингтонським Антонієм (Щербою) рукоположили єпископа Хмельницького Антонія (Фіалко) i єпископа Дніпропетровського Пантелеймона (Романовського).
Незабаром між престарілим главою УАПЦ патріархом Київським Мстиславом (Скрипником), який жив в США, і його місцеблюстителем в Україні митрополитом Іоанном (Боднарчуком) розгорівся конфлікт, в якому Антоній (Масендич) прийняв сторону Мстислава і став з цього часу користуватися його довірою. Отримавши від нього посаду керуючого справами УАПЦ (з 1 грудня 1990) і повністю усунувши Іоанна від керівництва, Антоній у 1991—1992 роки фактично очолював УАПЦ. Мав в УАПЦ повноваження приймати у відсутності патріарха найбільш важливі рішення самостійно, після попередньої телефонної консультації із патріархом Мстиславом, що був тоді в США. У липні 1991 року Антоній був призначений на посаду голови Відділу зовнішніх церковних зв'язків УАПЦ та возведений у сан архієпископа Київського. 25 січня 1992 році останній був зведений на митрополита Переяславського і Січеславського. 
Після свого короткого перебування в Україні Патріарх Мстислав повернувся до США. Перебування глави УАПЦ поза межами держави, а також низка внутрішніх непорозумінь та конфліктів в українській частині УАПЦ в 1990—1991 роках призвели до протистояння всередині неї різних груп та архиєреїв. Це унеможливило чітко оформити свою структуру та унормувати церковне життя Церкви.
1-3 листопада 1991 року митрополит Філарет зібрав Помісний Собор УПЦ (Російської церкви в Україні), на якому учасники підписали звернення до Патріарха Московського, де просили надати УПЦ автокефалію та піднести Церкву до рангу Патріархату. Зокрема Собор ухвалив таку пропозицію: «Звернутися до Святійшого Патріарха Московського і всієї Русі Алексія II і єпископату Російської Православної Церкви з проханням дарувати Українській Православній Церкві повну канонічну самостійність, тобто автокефалію». У Зверненні до голови Верховної Ради України, митрополит Філарет писав, що «Самостійність Української Православної Церкви в незалежній Українській державі є канонічно виправданою та історично неминучою». У середовищі Російської Православної Церкви назрівав серйозний конфлікт.
21 червня 1992 року в канцелярії УАПЦ на вул. Трьохсвятительській у Києві до митрополита Антонія прибули народні депутати Олександр Зінченко, Лариса Скорик, Дмитро Павличко, Василь Червоній, М. В. Поровський, а також майбутній заступник голови СБУ Віктор Бурлаков і співробітник апарату Президента України Леоніда Кравчука Богдан Тернопильский. Вони вимагали негайно скликати собор єпископів УАПЦ для прийому в її лоно Філарета (Денисенка) разом з церковною скарбницею, будівлею митрополії на Пушкінській і Володимирським собором.У відповідь на заперечення Антонія, який говорив, що він не має права на подібні дії, послідувала відповідь: «Ви зобов'язані, це розпорядження Президента України»[джерело?].
22 червня 1992 року Антоній (Масендич), піддавшись тиску з боку влади і не погодивши питання з патріархом Мстиславом, відправив телеграми єпископам УАПЦ з вимогою терміново приїхати в Київ, не повідомивши їм про мету приїзду.
26 червня 1992 року відбувся перший об'єднавчий собор між Українською церквою (УАПЦ) і Російською церквою в Україні (УПЦ-МП, яка себе називає "Українська православна церква"), на якому було створено Українську православну церкву Київського патріархату на чолі з патріархом Мстиславом (без його згоди чи підтвердження), було також вирішено вважати заступником — Філарета (Денисенка), а керуючим справами — Антонія (Масендича). Українську Православну Церкву (Московського Патріархату) представляли митрополит Філарет, єпископ Яків (Панчук) та двоє нових архиєреїв — Спиридон (Бабський) і Варсонофій (Мазурак). З боку УАПЦ в Соборі брали участь єпископи Антоній (Масендич), Володимир (Романюк), Роман (Балащук), Софроній (Власов), Роман (Попенко) та Михаїл (Дуткевич). Відразу після об’єднавчого Собору єпископи УАПЦ — Хмельницький Антоній (Фіалко), Дніпропетровський Пантелеймон (Романовський), Волинський Миколай (Грох) Овруцький Полікарп (Пахолюк) подали прохання про перехід до РПЦ і були перерукоположені. А єпископ Полікарп зрікся єпископського сану.

#### Перші єпархії
Перші єпархії до першого об'єднання у 1992
- Львівська і Галицько-Волинська (Іоан (Боднарчук)) → Львівська і Сокальська (Петро (Петрусь))
- Київська (Мстислав (Скрипник))
  - Білоцерківська, вікарна Київської єпархії (Володимир (Романюк)) → Вишгородська, вікарна Київської єпархії (Володимир (Романюк))
- Тернопільська і Бучацька (Василій (Боднарчук))
- Івано-Франківська і Коломийська (Андрій (Абрамчук))
- Чернівецька і Буковинська (Даниїл (Ковальчук))
- Ужгородська і Виноградівська (Володимир (Романюк))
- Луцька і Волинська (Миколай (Грох))
- Чернігівська і Сумська (Роман (Балащук))
- Рівненська і Житомирська (Антоній (Масендич)) → Житомирська і Овруцька (Софроній (Власов))
  - Овруцька, вікарна Житомирської єпархії (Полікарп (Пахолюк))
- Переяславська і Січеславська (Антоній (Масендич))
- Хмельницька і Кам'янець-Подільська (Антоній (Фіалко))
- Миколаївська і Херсонська (Пантелеймон (Романовський)) → Миколаївська і Полтавська (Роман (Попенко))
- Вінницька і Кіровоградська (Софроній (Власов), Пантелеймон (Романовський))
- Білоцерківська і Уманська (Михаїл (Дуткевич))

Після об'єднання заступник Патріарха Філарет (Денисенко) вирішив перерукопокласти деяких єпископів, які вже були рукопокладені в УАПЦ: Володимир (Романюк), Роман (Балащук), Антоній (Масендич) та Софроній (Власов).
Нова Церква була зареєстрована органами влади, а тому скасовувалась реєстрація УАПЦ (юридично вона перестала існувати). Однак частина духовенства та вірних УАПЦ негативно поставилось до утворення нової структури. Пояснювалось це тим, що об’єднавчий Собор та утворення УПЦ КП відбувалось за відсутності Патріарха Мстислава та без його благословення.
Від 1 до 10 липня 1992 року Патріарх Мстислав перебував з візитом в Україні. Під час зустрічі з колишнім єпископатом УАПЦ він виразив своє невдоволення об’єднавчим Собором та утворенням нової структури — УПЦ КП.
17 жовтня глава УАПЦ вивів за штат митрополита Антонія (Масендича) та єпископа Володимира (Романюка).
Даниїл (Ковальчук) не поспішав з переходом до грудня.
12 грудня того ж року Патріарх востаннє прибув в Україну. Тоді ж — 23 і 24 грудня — в Києві відбулася зустріч із вірними та духовенством, які не визнали об’єднання з частиною УПЦ (МП) на чолі з митрополитом Філаретом (Денисенком). Участь у нараді взяв і архиєпископ Львівський Петро (Петрусь). Підсумком наради стало звернення Патріарха Мстислава від 24 грудня на ім’я Президента України, Прем’єр-міністра та Генерального прокурора України, в якому він наполягав на незаконності участі частини єпископів і вірян в об’єднавчому Соборі 25-26 червня 1992 року і порушенні Статуту УАПЦ.
На такі дії Патріарха Архиєрейський Собор УПЦ КП (17 архиєреїв) відреагував постановою від 15 грудня, що жодні дії першоєрарха (Мстислава (Скрипника)) не мають чинності без попереднього узгодження з Синодом. Самого Патріарха Мстислава запрошували взяти участь в Соборі, однак він категорично відмовився.
У свою чергу владика Мстислав призначив нового керуючого справами Патріархії УАПЦ архиєпископа Петра (Петруся) та доручив йому скликати в січні 1993 року розширену архиєрейську нараду з метою подальшого врегулювання статусу УАПЦ. Нарада відбулась у Львові 22 січня, але, окрім архиєпископа Петра (Петруся), на ній був присутній тільки єпископ Михаїл (Дуткевич).
У відповідь на дії архиєпископа Петра (Петруся) того ж дня Архиєрейський Синод УПЦ КП позбавив його сану, а також тих священнослужителів, які намагались відновити діяльність УАПЦ.
Після смерті Мстислава (Скрипника) в УАПЦ лишилося тільки двоє єпископів — Петро (Петрусь) та Михаїл  (Дуткевич). УПЦ в США на чолі з новим предстоятелем митрополитом Костянтином (Баганом) відмовилася висвячувати нових архієреїв, посилаючись на негативний попередній досвід. Відродження УАПЦ відбувалося головним чином навколо Львівського братства і священика Володимира Яреми — майбутнього патріарха УАПЦ Димитрія.
Влітку 1993 архієпископом Петром (Петрусем) та єпископом Михайлом (Дуткевичем) відбулась хіротонія двох церковних ієрархів — єпископа Луцького і Волинського Феоктиста (Пересада) та єпископа Харківського і Полтавського Ігоря (Ісіченко). Також у 1993 р. в Українській Православній Церкві США і Діаспори (УПЦ США і Діаспори) на місце покійного патріарха Мстислава був обраний митрополит Ірінупольскій Костянтин (Баган). Новий предстоятель, на відміну від попередника, взяв курс на дистанціювання від УАПЦ і одночасне зближення з Вселенським Патріархатом. Поступово вже навесні 1995 р. Константинополь прийняв УПЦ США і Діаспори на правах митрополії в свою юрисдикцію.
Через такий стан речей, вища церковна ієрархія УАПЦ була змушена обирати самостійно патріарха Київського і всієї України без єпископату американських єпархій Української Автокефальної Православної Церкви (тобто від УПЦ США і Діаспори). Саме протоієрей Володимир Ярема, на думку тодішніх церковних ієрархів УАПЦ, був найбільш гідною кандидатурою на цю посаду. Відповідно до цього у серпні 1993 року був пострижений у чернецтво з іменем Димитрій, а вже 5 вересня того ж року був рукопокладений у єпископський сан.

### Димитрій (Ярема)
14 жовтня 1993 року відбулась інтронізація єпископа Димитрія (Ярема) в сан патріарха Київського і всієї України. Чин відбувся після того, як 7 вересня 1993 року на Другому Помісному Соборі УАПЦ був обраний патріарх Димитрій (Ярема). Першочерговими своїми завданнями новий Предстоятель УАПЦ почав вирішувати проблеми, які були пов'язані з юридичним статусом та адміністративним устроєм УАПЦ. Справа в тому, що на той час, а саме з липня 1992 р. УАПЦ не мала офіційної державної реєстрації, що спричиняло суттєве обмеження її релігійної діяльності. Дилемою було те, що Рада у справах релігій України у 1992 р. провела реєстрацію Київського Патріархату з визнанням за ним правонаступництва від УАПЦ, проте це не було сприйнято першоієрархами УАПЦ, ні Мстиславом (Скрипником), ні Димитрієм (Яремою). Влада сприяла УПЦ КП, а реєстрацію УАПЦ затримувала. Тільки влітку 1995 року, після звернення релігійної організації до Верховного суду України зі скаргою на Міністерств у справах національностей, міграцій і культів, був зареєстрований статут УАПЦ.
Між Предстоятелем УАПЦ патріархом Київським Димитрієм (Яремою) та тодішнім Предстоятелем УПЦ КП патріархом Київським Володимиром (Романюком) були домовленості про майбутнє об'єднання, проте смерть Володимира (Романюка) перекреслила ці плани, а фактичне керівництво УПЦ КП перейшло до місцеблюстителя патріаршого престолу, а саме до митрополита Київського Філарета (Денисенка).
На розширеному Архієрейському Соборі УАПЦ, що проходив 12 жовтня 1995 р. було ухвалено рішення звернутися з офіційним листом до Київського Патріархату і закликати митрополита Філарета (Денисенка) до відведення своєї кандидатури з гарантіями неодмінного складення повноважень і Предстоятелем УАПЦ патріархом Київським Димитрієм (Яремою). Однак митрополит Філарет проігнорував як вже існуючі домовленості між патріархами УАПЦ і УПЦ КП, так і звернення Архієрейського Собору УАПЦ. Врешті-решт, на противагу всьому 20 жовтня 1995 року він скликав Помісний Собор УПЦ КП, на якому був обраний новим її Предстоятелем в сані патріарха Київського і всієї Руси-України.
Багато хто був проти кандидатури Філарета і в знак свого протесту взагалі перейшли в юрисдикцію УАПЦ. Серед ієрархів УПЦ КП, які перейшли в єпископат УАПЦ з названої причини, виявилися наступні особи: митрополит Галицький і Івано-Франківський Андрій (Абрамчук); архієпископ Тернопільський і Бучацький Василь (Боднарчук); архієпископ Вінницький і Брацлавський Роман (Балащук); єпископ Хмельницький і Кам'янець-Подільський Мефодій (Кудряков). В результаті приєднання вищеназваних церковних ієрархів чисельність церков УАПЦ збільшилася майже вдвічі (з 616 до 1209). Колишні єпископи УПЦ КП, які приєдналися восени 1995 року до УАПЦ сприймали свій крок як реалізацію домовленості патріархів по об'єднанню двох релігійних організацій.

### Акт злуки Церков
В результаті цього восени 1995 року єпископами УАПЦ і колишніми ієрархами УПЦ КП був підписаний «Акт об'єднання Церков», тим самим патріарх Димитрій (Ярема) гарантував складання з себе патріаршого звання на майбутньому Помісному Соборі УАПЦ. Архієреї, які виступали від імені Київського Патріархату, не володіли юридичними і церковними повноваженнями, необхідними для об'єднання УПЦ КП з УАПЦ. Дана обставина у багатьох викликало цілком обґрунтовані сумніви в безпосередній правочинності «Акту злуки Церков».
Після підписання «Акту злуки Церков» послідовники УАПЦ розділилися на дві партії. Більшість єпископів визнавало злиття УАПЦ і УПЦ КП доконаним фактом, однак єпископ Харківський і Полтавський Ігор (Ісіченко) категорично був проти цього і у листопаді 1995 року він провів у Харкові збори східноукраїнського духовенства, на якому «Акт об'єднання Церков» був охарактеризований лише як декларація намірів щодо об'єднання, що вимагає обов'язкового загальноцерковного соборного підтвердження.
Бажаючи вирішити питання на свою користь, група прихильників «Акту злуки Церкви» провела 6 серпня 1996 року Церковний Собор, на якому було проголошено об'єднання УАПЦ і УПЦ КП в єдину релігійну організацію, що отримала найменування Українська Автокефальна Православна Церква Київського Патріархату (УАПЦ КП). Оскільки цей Собор не охоплював усю церковну повноту УАПЦ, то багатьма він був сприйнятий виключно як спроба церковного перевороту з метою усунення патріарха Димитрія. Останній у своїй заяві «Про прагнення ліквідувати УАПЦ в Україні», опублікованій 14 вересня 1996 р оголосив про те, що ситуація яка виникла, спонукає його відмовитися від давнього бажання скласти патріарші повноваження.

### Розкол у 1996 році
Восени 1996 року внаслідок створення УАПЦ-КП, розростається внутрішнє протистояння в УАПЦ, і патріарх Димитрій заборонив у священнослужінні і почислив за штат лідера внутрішньоцерковної опозиції в УАПЦ митрополита Львівського Петра (Петруся). 18 жовтня 1996 року прагнучи завершити розпочате, прихильники «Акту злуки Церков» з числа як колишніх ієрархів УПЦ КП, так і більшості архієреїв УАПЦ провели Церковний Собор УАПЦ-КП, на якому оголосили про усунення патріарха Димитрія (Яреми) та обрання митрополита Тернопільського Василя (Бондарчук) у якості Місцеблюстителя патріаршого престолу УАПЦ-КП. Крім того, послідовний противник «Акту злуки Церков» єпископ Харківський і Полтавський Ігор (Ісіченко) був оголошений забороненим у священнослужінні.
У 1996 році чітко був виражений внутрішній розкол в УАПЦ. В результаті події поділу в складі даної релігійної організації залишилося всього лише три архієрея: патріарх Київський і всієї України Димитрій (Ярема); єпископ Харківський і Полтавський Ігор (Ісіченко); єпископ Хмельницький і Кам'янець-Подільський Мефодій (Кудряков).
Натомість у складі новоствореної Української Автокефальної Православної Церкви Київського Патріархату виявилося більшість колишніх церковних ієрархів УАПЦ: митрополит Тернопільський і Бучацький, Місцеблюститель патріаршого престолу УАПЦ-КП Василь (Боднарчук), митрополит Галицький і Івано-Франківський Андрій (Абрамчук); архієпископ Луцький і Волинський Феоктист (Пересада); архієпископ Вінницький і Брацлавський Роман (Балащук); єпископ Білоцерківський і Уманський Михайло (Дуткевич).
Уже 26 жовтня 1996 року відбувся Собор УАПЦ-КП, названий його ініціаторами як «III Помісний Собор УАПЦ». На цьому церковному зібранні було соборно підтверджено обрання митрополита Тернопільського Василя (Боднарчука) Предстоятелем УАПЦ-КП з титулом Місцеблюстителя Патріаршого престолу, а також заборона в священнослужінні і зачислення за штат УАПЦ патріарха Димитрія (Яреми), єпископа Ігоря (Ісіченка) та єпископа Мефодія (Кудрякова).
Не визнавши легітимності «III Помісного Собору УАПЦ» патріарх Димитрій продовжив очолення УАПЦ тієї її частини, що визнавала його владу і призначив на вакантну посаду Керуючого справами УАПЦ єпископа Ігоря (Ісіченка). На початку листопада 1996 року для Львівської єпархії УАПЦ був висвячений єпископ Макарій (Малетич). Розкол в середині УАПЦ проіснував недовго. Наростання внутрішніх конфліктів призвело до повного розпаду УАПЦ-КП трохи більше, ніж через півроку після її утворення.
Наприкінці травня 1997 року під головуванням патріарха Димитрія (Яреми) відбувся III Помісний Собор УАПЦ який об'єднав УАПЦ з УАПЦ-КП. На цьому Соборі також відбулося прийняття нового Статуту УАПЦ і прославлення в лику святих митрополита Київського Василя (Липківського) і інших засновників УАПЦ першої генерації (1921 р).
Патріарх Димитрій (Ярема) помер 25 лютого 2000 року. До цього менш, ніж за два місяці до своєї смерті, 1 грудня 1999 року, він склав свій заповіт, у якому застерігав УАПЦ від вибору нових «патріархів» і настійно рекомендував включити УАПЦ до складу Української Православної Церкви в США, яка перебуває в складі Константинопольського Патріархату. Після цього УАПЦ відмовилася від інституту патріаршества.

### Російська істинно-православна церква
В контексті збільшення канонічної території УАПЦ влітку 1996 р з благословення патріарха Димитрія (Яреми) відбулося створення в межах Російської Федерації автономної структури даної релігійної організації, що отримала найменування Російська Істинно-Православна Церква (РосІПЦ). У тому ж році ієрархами УАПЦ для РосІПЦ були висвячені нові церковні ієрархи, а саме єпископ Московський і Коломенський Іоанн (Модзалевський) та єпископ Санкт-Петербурзький і Старорусський Стефан (Ліницький).

### Предстоятелі
Занепад комуністичного режиму дозволив УАПЦ відновити своє легальне існування в Україні. 5-6 червня 1990 року пройшов перший собор УАПЦ в Києві, де затверджено Статут УАПЦ й обрано її главу — Патріарха Мстислава (1898–1993). Після смерті Патріарха Мстислава 7 вересня 1993, Помісний Собор обрав наступника: Патріарха Димитрія (1915–2000) — та надав йому титул Патріарха Київського і всієї України. Інтронізований на Патріарха Київського і всієї України 14 жовтня 1993 року.
На Соборі УАПЦ 14—15 вересня 2000 року предстоятелем УАПЦ обраний митрополит Мефодій з титулом високопреосвящений митрополит Тернопільський і Подільський. У 2009 він нагороджений орденом «За заслуги» I ступеня за багатолітню плідну церковну діяльність, утвердження ідеалів духовності, милосердя і злагоди в суспільстві..
24 лютого 2015 року митрополит Мефодій помер. На 40-й день зо дня смерті Блаженнішого Мефодія, в Тернополі, на місці його поховання, в присутності всіх архієреїв УАПЦ був оприлюднений Духовний Заповіт митрополита Мефодія. В Заповіті наголошується на доцільності синодальної форми управління в УАПЦ на основі канонічної моделі Грецької церкви, а також на продовженні довголітнього курсу УАПЦ на встановлення співпричастя зі Вселенським патріархатом.
Також Блаженніший заповідав продовжити діалог з єпископатом УПЦ Київського Патріархату та україноцентричною частиною єпископату УПЦ на чолі з митрополитом Олександром (Драбинком) про об'єднання в єдину помісну та канонічно визнану Вселенським Православ'ям Православну Церкву, але не приймати рішень щодо поєднання з іншими православними юрисдикціями в Україні без канонічного благословення Вселенського Патріарха Варфоломія.
27 лютого 2015 року Архієрейський собор обрав місцеблюстителем престолу УАПЦ Митрополита Львівського, керівника Рівненсько-Волинської і Таврійської єпархій Макарія. 4 червня 2015 року Помісним собором УАПЦ обраний предстоятелем церкви.
Предстоятелі церкви (Патріарх Київський та Всієї України 1990—2000, Митрополит Київський та Всієї України 2000—2018):
- Мстислав (6 червня 1990 — 11 червня 1993), Первоієрарх Української Автокефальної Православної Церкви в Діаспорі
  - Іоан (Боднарчук) (6 червня 1990 — 18 листопада 1990), Місцеблюститель патріаршого престолу в Києві
  - Антоній (Масендич) (1 грудня 1990 — 17 жовтня 1992 (26 червня 1992)), керуючий справами УАПЦ
  - Петро (Петрусь) (24 грудня 1992 — 7 вересня 1993), керуючий справами УАПЦ
- Димитрій (7 вересня 1993 — 25 лютого 2000)
- Мефодій (14 вересня 2000 — 24 лютого 2015), Митрополит Тернопільський і Подільський
- Макарій (4 червня 2015 — 15 грудня 2018), Митрополит Львівський

## Єпископат
На момент Об'єднавчого собору 15 грудня 2018 до УАПЦ належали 16 єпископів:
1. Макарій (Малетич), митрополит Львівський, предстоятель УАПЦ
2. Андрій (Абрамчук), митрополит Галицький
3. Роман (Балащук), митрополит Вінницький і Брацлавський
4. Володимир (Шлапак), архієпископ Житомирський і Поліський
5. Афанасій (Шкурупій), архієпископ Харківський і Полтавський
6. Герман (Семанчук), архієпископ Чернівецький і Хотинський
7. Тихон (Петранюк), архієпископ Тернопільський і Бучацький
8. Кирило (Михайлюк), єпископ Ужгородський і Закарпатський
9. Володимир (Черпак), єпископ Вишгородський і Подільський
10. Геронтій (Олянський), єпископ Бориспільський
11. Борис (Харко), єпископ Херсонський і Миколаївський
12. Віктор (Бедь), єпископ Мукачівський і Карпатський
13. Сава (Фризюк), єпископ Донецький і Слов'янський
14. Павло (Мисак), єпископ Коломийський
15. Гавриїл (Кризина), єпископ Рівненський і Волинський
16. Іов (Павлишин), колишній архієпископ Тернопільський і Кременецький

Усі єпископи, окрім останнього, взяли участь у роботі собору та ввійшли до об'єднаної Православної церкви України.

## Колишні архієреї
1. Мстислав (Гук)

### Спочилі
1. Святійший Патріарх Київський і всієї Руси-України Мстислав (Скрипник) (10.04.1898 — 11.06.1993)
2. Святійший Патріарх Київський і всієї Руси-України Димитрій (Ярема) (09.12.1915 — 25.02.2000)
3. Митрополит Київський і всієї України Мефодій (Кудряков) (11.03.1949 — 24.02.2015)
4. Архієпископ Дрогобицький і Самбірський Феодосій (Пецина) (06.04.1950 — 23.07.2010)
5. Єпископ Черкаський і Кіровоградський Іларіон (Савчук) (24.02.1969 — 26.09.2015)

## Єпархії (на 2018 рік)
- Білоцерківсько-Уманська єпархія (1992—1997)
- Вінницька єпархія (1991—2018)
- Дніпропетровська єпархія (1991—1992)
- Дніпропетровсько-Запорізька єпархія (1999—2018)
- Донецько-Слов'янська єпархія (2017—2018)
- Житомирсько-Овруцька єпархія (1992—1997)
- Житомирсько-Поліська єпархія (2009—2018)
- Ужгородсько-Закарпатська єпархія (2014—2018)
- Західноєвропейський екзархат УАПЦ
- Івано-Франківська єпархія (1990—2018)
- Карпатська єпархія (2014—2018)
- Київська єпархія
- Львівська єпархія (1989—2018)
- Луцько-Волинська єпархія (1990—1992)
- Одесько-Чорноморська єпархія (2017—2018)
- Рівненсько-Острозька єпархія (1990—1992)
- Рівненсько-Волинська єпархія (1996—2018)
- Таврійська єпархія (1990—2018)
- Тернопільська єпархія (1990—2018)
- Ужгородсько-Виноградівська єпархія (1990—1991)
- Харківсько-Полтавська єпархія (1992—2003) → Харківсько-Полтавська єпархія УАПЦ (оновлена)
- Харківсько-Полтавська єпархія (2004—2018)
- Хмельницька єпархія (1991—2018)
- Черкасько-Кіровоградська єпархія (1997—2018)
- Чернівецько-Хотинська єпархія (1990—2018)
- Чернігівсько-Сумська єпархія (1990—1992)

## Навчальні заклади
- Українська богословська академія Карпатського університету
- Івано-Франківська православна богословська академія
- Тернопільська духовна академія і семінарія[12]
- Львівська духовна семінарія УАПЦ

## Створення помісної Церкви
За часів предстоятельства (2000—2015) митрополит Мефодій висловлювався за об'єднання православних церков України в єдину помісну Церкву. Згідно його духовного заповіту, це має відбутись виключно з благословіння Вселенського Патріарха. Митрополит Мефодій вважав, що основною перепоною на шляху об'єднання православних церков в Україні в єдину помісну церкву є особистість патріарха УПЦ КП Філарета, який не погоджувався на об'єднання без гарантій йому особисто зберегти патріарший куколь за собою.
Так, у 2008 році на переговорах про вихід із канонічної ізоляції представники вселенського патріархату запропонували УПЦ КП наступні умови:
- тимчасова відмова від статусу патріархату;
- входження до юрисдикції Вселенського патріархату з метою отримання томосу про автокефалію в майбутньому;
- формування канонічних керівних органів української церкви в юрисдикції Вселенського патріархату з благословення вселенського патріарха (зокрема, обрання Предстоятеля Церкви актом Вселенського патріарха з трьох альтернативних кандидатур, які висуває український єпископат).

Цю модель було запропоновано лише як перехідну до остаточного канонічного унезалежнення Української церкви — видання томосу про автокефалію. У ході переговорів українська сторона мала реальну можливість значно оптимізувати модель канонічної легітимізації УПЦ КП та УАПЦ. Однак для цього українська сторона теж мала піти назустріч Константинополю, а саме погодитися, що предстоятель української церкви в складі вселенського патріархату обиратиметься Вселенським патріархом з трьох запропонованих українським єпископатом кандидатур. УАПЦ погодилися утриматися від висунення власних кандидатур. Отже в УПЦ КП була можливість висунути на посаду предстоятеля кандидатуру патріарха Філарета і ще дві кандидатури з числа єпископату УПЦ КП. Але цей варіант було відкинуто.
На 40-й день після смерті Блаженнішого Мефодія був опублікований його духовний заповіт, у якому наголошується на доцільності синодальної форми управління в УАПЦ на основі канонічної моделі Елладської православної церкви, а також на продовженні довголітнього курсу УАПЦ на встановлення співпричастя зі Вселенським Патріархатом.
Також Блаженніший заповідав продовжити діалог з єпископатом УПЦ Київського Патріархату та україноцентричною частиною єпископату УПЦ МП на чолі з митрополитом Олександром (Драбинком) про об'єднання в єдину помісну та канонічно визнану Вселенським Православ'ям Православну Церкву, але не приймати рішень щодо поєднання з іншими православними юрисдикціями в Україні без канонічного благословення Вселенського Патріарха Варфоломія І.
Будучи місцеблюстителем Київського митрополичого престолу, митрополит Макарій чітко заявив про бажання об'єднати УАПЦ із УПЦ КП.
Після свого обрання Предстоятелем УАПЦ також заявив, що готовий піти «до Онуфрія і вклонитися до нього в ноги, щоб він відійшов від Москви» задля створення Помісної церкви. 8 червня 2015 року відбулась зустріч комісій з діалогу Української Автокефальної Православної Церкви та Української Православної Церкви Київського Патріархату, на якому було запропоновано нові умови з боку Київського Патріархату, а саме те, що на об'єднавчому соборі буде обговорюватися кандидатура предстоятеля..

## Собори УАПЦ

### Помісні собори УАПЦ

#### I Помісний собор УАПЦ 1990
5-6 червня 1990 року в Києві відбувся Всеукраїнський Православний Собор за участю близько 700 делегатів з усієї України, серед них було 7 єпископів i понад 200 священиків. Собор затвердив факт відновлення УАПЦ i обрав Патріархом Київським Мстислава (Скрипника). Також було прийнято Статут Церкви. Сам митрополит Мстислав на цьому Соборі був відсутнім, а своє обрання Патріархом прийняв не одразу. Місцеблюстителем патріаршого престолу в Києві став на той час вже митрополит Іван (Боднарчук).
26 червня 1992 року відбувся перший об'єднавчий собор між Українською автокефальною православною церквою (УАПЦ) і Українською православною церквою (УПЦ), на якому було створено Українську православну церкву Київського патріархату (УПЦ-КП) на чолі з патріархом Мстиславом (без його згоди чи підтвердження). Відразу після об’єднавчого Собору єпископи УАПЦ — Хмельницький Антоній (Фіалко), Дніпропетровський Пантелеймон (Романовський), Волинський Миколай (Грох) Овруцький Полікарп (Пахолюк) подали прохання про перехід до РПЦ і були перерукоположені. А єпископ Полікарп зрікся єпископського сану.

#### II Помісний собор УАПЦ 1993
7 вересня 1993 року на Другому Помісному Соборі УАПЦ був обраний патріарх Димитрій (Ярема).
Влітку 1996 року з благословення патріарха Димитрія (Яреми) відбулося створення в межах Російської Федерації автономної структури даної релігійної організації, що отримала найменування Російська Істинно-Православна Церква (РосІПЦ).
Група прихильників «Акту злуки Церкви» провела 6 серпня 1996 року Церковний Собор, на якому було проголошено об'єднання УАПЦ і УПЦ КП в єдину релігійну організацію, що отримала найменування Українська Автокефальна Православна Церква Київського Патріархату (УАПЦ КП).
26 жовтня 1996 року відбувся Собор УАПЦ-КП, названий його ініціаторами як «III Помісний Собор УАПЦ». На цьому церковному зібранні було соборно підтверджено обрання митрополита Тернопільського Василя (Боднарчука) Предстоятелем УАПЦ-КП з титулом Місцеблюстителя Патріаршого престолу, а також заборона в священнослужінні і зачислення за штат УАПЦ патріарха Димитрія (Яреми), єпископа Ігоря (Ісіченка) та єпископа Мефодія (Кудрякова).

#### III Помісний Собор УАПЦ 1997
Наприкінці травня 1997 року під головуванням патріарха Димитрія (Яреми) відбувся III Помісний Собор УАПЦ який об'єднав УАПЦ з УАПЦ-КП. На цьому Соборі також відбулося прийняття нового Статуту УАПЦ і прославлення в лику святих митрополита Київського Василя (Липківського) і інших засновників УАПЦ першої генерації (1921 р).

#### IV Помісний Собор УАПЦ 2000
1 березня 2000 — рішенням IV Помісного Собору Української автокефальної православної церкви обраний місцеблюстителем Патріархого престолу УАПЦ.

#### Помісний Собор УАПЦ 2015
4 червня 2015 року Помісним собором Української автокефальної православної церкви обраний предстоятелем Української автокефальної православної церкви з титулом Митрополита Київського та усієї України.

### Архієрейські собори

#### Архієрейський собор16 липня2010,Київ
- Рішення про молитовне поминання імені Його Всесвятості Всесвятішого Патріарха під час Божественної літургії та за іншими священними богослужіннями.
- Рішення про утримання від спілкування з главою УПЦ Київського патріархату на основі рішення Архієрейського собору УАПЦ від 2 березня 2007 року.
- Рішення про поновлення діяльності Комісії Архієрейського собору Української автокефальної православної церкви по діалогу з УПЦ.[19]

#### Архієрейський собор26 липня2014,Київ
- Звернення Архієрейського собору Української Автокефальної Православної Церкви до священства та вірних [Архівовано 15 липня 2014 у Wayback Machine.]